# كوري بيكر
كوري بيكر (بالإنجليزية: Corey Baker)‏ هو لاعب كرة قاعدة أمريكي، ولد في 23 نوفمبر 1989 في نيويورك في الولايات المتحدة.

## وصلات خارجية
- كوري بيكر على موقعبيزبول رفرنس.كوم (الدوري الثانوي) (الإنجليزية)
- كوري بيكر على موقع مشجعي الرسوم البيانية (الإنجليزية)